# Efferia inflata
Efferia inflata este o specie de muște din genul Efferia, familia Asilidae. A fost descrisă pentru prima dată de James Stewart Hine în anul 1911.
Este endemică în California. Conform Catalogue of Life specia Efferia inflata nu are subspecii cunoscute.